# Saint-Hilaire-du-Harcouët
Saint-Hilaire-du-Harcouët és un municipi francès situat al departament de la Manche i a la regió de Normandia. L'any 2007 tenia 4.207 habitants.

## Demografia

### Població
El 2007 la població de fet de Saint-Hilaire-du-Harcouët era de 4.207 persones. Hi havia 2.128 famílies de les quals 999 eren unipersonals (363 homes vivint sols i 636 dones vivint soles), 711 parelles sense fills, 305 parelles amb fills i 113 famílies monoparentals amb fills.
La població ha evolucionat segons el següent gràfic:
Habitants censats

### Habitatges
El 2007 hi havia 2.507 habitatges, 2.177 eren l'habitatge principal de la família, 63 eren segones residències i 267 estaven desocupats. 1.275 eren cases i 1.148 eren apartaments. Dels 2.177 habitatges principals, 952 estaven ocupats pels seus propietaris, 1.181 estaven llogats i ocupats pels llogaters i 44 estaven cedits a títol gratuït; 135 tenien una cambra, 283 en tenien dues, 470 en tenien tres, 618 en tenien quatre i 671 en tenien cinc o més. 1.249 habitatges disposaven pel capbaix d'una plaça de pàrquing. A 1.231 habitatges hi havia un automòbil i a 476 n'hi havia dos o més.

### Piràmide de població
La piràmide de població per edats i sexe el 2009 era:
| Homes | Edats   | Dones |
| ----- | ------- | ----- |
| 0     | 95 o +  | 16    |
| 8     | 90 a 94 | 36    |
| 40    | 85 a 89 | 92    |
| 16    | 80 a 84 | 68    |
| 96    | 75 a 79 | 168   |
| 112   | 70 a 74 | 160   |
| 136   | 65 a 69 | 204   |
| 160   | 60 a 64 | 144   |
| 88    | 55 a 59 | 124   |
| 112   | 50 a 54 | 148   |
| 180   | 45 a 49 | 140   |
| 124   | 40 a 44 | 172   |
| 80    | 35 a 39 | 112   |
| 148   | 30 a 34 | 120   |
| 148   | 25 a 29 | 136   |
| 148   | 20 a 24 | 136   |
| 140   | 15 a 19 | 148   |
| 76    | 10 a 14 | 84    |
| 96    | 5 a 9   | 68    |
| 108   | 0 a 4   | 84    |

## Economia
El 2007 la població en edat de treballar era de 2.364 persones, 1.577 eren actives i 787 eren inactives. De les 1.577 persones actives 1.427 estaven ocupades (772 homes i 655 dones) i 150 estaven aturades (62 homes i 88 dones). De les 787 persones inactives 285 estaven jubilades, 308 estaven estudiant i 194 estaven classificades com a «altres inactius».

### Ingressos
El 2009 a Saint-Hilaire-du-Harcouët hi havia 2.009 unitats fiscals que integraven 3.857,5 persones, la mediana anual d'ingressos fiscals per persona era de 16.184 €.

### Activitats econòmiques
Dels 316 establiments que hi havia el 2007, 2 eren d'empreses extractives, 13 d'empreses alimentàries, 1 d'una empresa de fabricació de material elèctric, 11 d'empreses de fabricació d'altres productes industrials, 24 d'empreses de construcció, 90 d'empreses de comerç i reparació d'automòbils, 8 d'empreses de transport, 32 d'empreses d'hostatgeria i restauració, 10 d'empreses d'informació i comunicació, 15 d'empreses financeres, 11 d'empreses immobiliàries, 35 d'empreses de serveis, 36 d'entitats de l'administració pública i 28 d'empreses classificades com a «altres activitats de serveis».
Dels 86 establiments de servei als particulars que hi havia el 2009, 1 era una oficina d'administració d'Hisenda pública, 1 gendarmeria, 1 oficina de correu, 8 oficines bancàries, 3 funeràries, 2 tallers de reparació d'automòbils i de material agrícola, 1 taller d'inspecció tècnica de vehicles, 3 autoescoles, 2 paletes, 9 guixaires pintors, 5 fusteries, 3 lampisteries, 2 electricistes, 1 empresa de construcció, 12 perruqueries, 6 veterinaris, 3 agències de treball temporal, 16 restaurants, 3 agències immobiliàries, 3 tintoreries i 1 saló de bellesa.
Dels 59 establiments comercials que hi havia el 2009, 1 era, 2 supermercats, 3 grans superfícies de material de bricolatge, 3 botiges de menys de 120 m², 9 fleques, 4 carnisseries, 1 una botiga de congelats, 2 llibreries, 13 botigues de roba, 2 botigues d'equipament de la llar, 3 sabateries, 3 botigues d'electrodomèstics, 3 botigues de material esportiu, 1 una botiga de material de revestiment de parets i terra, 2 perfumeries, 3 joieries i 4 floristeries.
L'any 2000 a Saint-Hilaire-du-Harcouët hi havia 40 explotacions agrícoles que ocupaven un total de 377 hectàrees.

## Equipaments sanitaris i escolars
El 2009 hi havia 1 hospital de tractaments de curta durada, 1 hospital de tractaments de mitja durada (seguiment i rehabilitació), 2 psiquiàtrics, 2 centres d'urgències, 1 centre de salut, 2 farmàcies i 1 ambulància.
El 2009 hi havia 1 escola maternal i 3 escoles elementals. A Saint-Hilaire-du-Harcouët hi havia 2 col·legis d'educació secundària, 1 liceu d'ensenyament general i 1 liceu tecnològic. Als col·legis d'educació secundària hi havia 566 alumnes, als liceus d'ensenyament general n'hi havia 206 i als liceus tecnològics 337.

## Poblacions més properes
El següent diagrama mostra les poblacions més properes.